# Zethus poeyi
Zethus poeyi är en stekelart som beskrevs av Henri Saussure 1857. Zethus poeyi ingår i släktet Zethus och familjen Eumenidae. Inga underarter finns listade i Catalogue of Life.